# ناوچه کلاس رومن
ناوچه کلاس رومن (به انگلیسی: Romaine-class frigate) یک کلاس از کشتی است که طول آن 45.5 metres می‌باشد.